# T·O·S (Terminate on Sight)
Albums de G-Unit
Beg For Mercy
(2003)
Singles
1. I Like the Way She Do It
Sortie : 22 avril 2008
2. Rider Pt. 2
Sortie : 22 avril 2008
3. Close to Me
Sortie : 13 août 2008

T·O·S (Terminate on Sight) est le deuxième album studio du G-Unit, sorti le 1er juillet 2008 aux États-Unis.
Le titre de l'album était à l'origine Shoot to Kill, puis Lock & Load,.
L'album s'est classé 2e au Top R&B/Hip-Hop Albums et 4e au Billboard 200. 240 700 exemplaires ont été vendus aux États-Unis.

## Liste des titres
| No  | Titre                                                                                            | Contient un (des) sample(s) de         | Durée |
| --- | ------------------------------------------------------------------------------------------------ | -------------------------------------- | ----- |
| 1.  | Straight Outta Southside (Produit par Ron Browz)                                                 |                                        | 2:36  |
| 2.  | Piano Man (Produit par Tha Bizness)                                                              |                                        | 3:21  |
| 3.  | Close to Me (Produit par Teraike « Chris Styles » Crawford)                                      |                                        | 4:18  |
| 4.  | Rider Pt. 2 (Produit par Rick Rock)                                                              |                                        | 2:48  |
| 5.  | Casualties of War (Produit par Ky Miller)                                                        |                                        | 3:19  |
| 6.  | You So Tough (Produit par Ky Miller)                                                             |                                        | 3:46  |
| 7.  | No Days Off (Produit par Dual Output)                                                            | Dawn of Our Love d'Herb Ohta           | 3:54  |
| 8.  | T.O.S. (Terminate on Sight) (Produit par Ty Fyffe)                                               | There Is des Dells                     | 4:11  |
| 9.  | I Like the Way She Do It (Produit par Street Radio)                                              |                                        | 3:52  |
| 10. | Kitty Kat (Produit par Hit-Boy)                                                                  |                                        | 3:48  |
| 11. | Party Ain't Over (Produit par Damien Taylor)                                                     |                                        | 3:30  |
| 12. | Let It Go (featuring Mavado – Produit par Don Cannon)                                            | Preciso Me Encontrar de Cartola        | 3:06  |
| 13. | Get Down (Produit par Swizz Beatz)                                                               | Spinning Wheel de Blood, Sweat & Tears | 3:22  |
| 14. | I Don't Wanna Talk About It (Produit par Jesse « Corporal » Wilson et Reginald « Reggie » Smith) |                                        | 4:34  |
| 15. | Ready or Not (Produit par Jake One)                                                              |                                        | 3:38  |
| 16. | Money Make the World Go Round (Produit par Ron Browz)                                            | C.R.E.A.M. du Wu-Tang Clan             | 4:14  |

| 17. | Chase da Cat (Produit par Kadis et Sean « The Chase ») | 3:43 |